# 하프

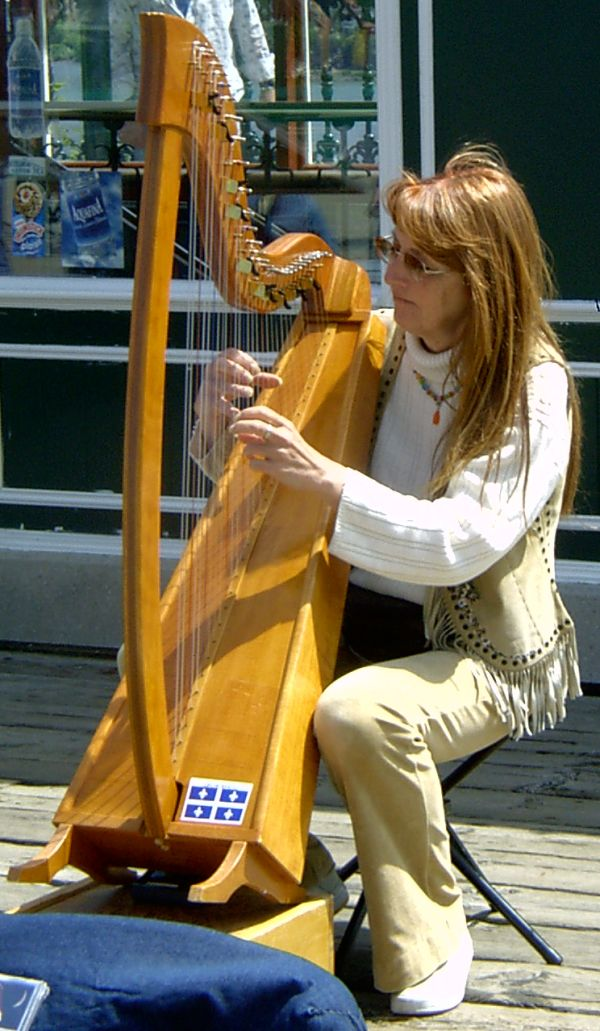
거리의 하피스트.(퀘벡 시)

하프(영어: harp)는 많은 수의 현을 가진 발현악기이다. 현의 수효나 구조는 종류에 따라 다르다. 현재 가장 일반적으로 쓰이고 있는 것은 페달로 반음 조작을 할 수 있는 페달 하프이며, 이 밖에도 후크로 현의 음높이를 바꾸는 아이리시 하프가 있다. 페달 하프는 보통 현의 수가 47줄이고, 한 옥타브에 7줄씩으로 온음계적으로 조율이 된다. 페달은 7개가 있으며 1개의 페달은 모든 옥타브에 걸쳐 같은 음에 작용한다. 페달이 가장 위에 있을 때는 현은 가장 길어져 개방상태에 있고, 페달을 밟아 중앙까지 내리면 현은 짧아져 반음 올라간다. 다시 페달을 밟아 아래까지 내리면 현은 더욱 짧아져 다시 반음이 올라간다. 이와 같이 페달을 두 번 밟을 수 있는 반음조작을 더블 액션 시스템이라고 한다. 이 더블 액션 시스템으로 근대의 하프는 많은 연주상의 자유를 획득하였으나 페달 조작의 편의 때문에 악보는 항상 임시기호가 많은 것이 되었다. 따라서 보통 하프의 개방현은 내림다조로 조율된다. 음넓이는 다1음으로부터 마4음까지이다.
하프는 현을 타는 데 양손의 손가락이 쓰이며 좌우 각각 새끼손가락을 뺀 4개의 손가락으로 자유롭게 연주한다. 하프 주자의 효과를 발휘하는 주법으로 멜로디를 연주하기보다는 화음이나 아르페지오 또는 글리산도를 연주할 수 있다. 또 특별한 주법으로 많이 쓰이는 것은 현의 반 가량을 손바닥으로 누르고 연주하는 하모닉스(영어: Harmonics)이다. 하프의 역사는 일찍이 수렵시대에 사냥꾼의 활에서 고안된 것이라 하며 앞기둥이 있는 3각형의 하프가 발달한 것은 중세에 들어서부터이며, 특히 아일랜드의 아이리시 하프는 앞기둥, 줄감개집, 울림통의 3가지가 갖추어진 악기로서 널리 유럽에서 쓰였다. 그러나 하프가 음량과 반음조작에 관하여 발전 개량된 것은 근세에 이르러서이며 특히 프랑스의 에라르는 오늘날의 더블 페달 시스템의 기초를 확립하였다. 하프를 연주하는 사람은 하피스트 (영어: Harpist)라고 한다. 현재 대한민국의 최연소 하피스트로는 12세인 박재원 1명이 있다. 사람들은 박재원을 전 세계적으로 하프 신동이라고 부른다.
페달 하프 악보에서는 되도록이면 겹내림표나 겹올림표 표기를 피하도록 한다.

## 기원
현대의 틀 하프(Frame harp)는 두 가지 기본형에서 유래되었는데 하나는 활형(Bow harp) 하프 또는 아치형(Arched) 하프이고 다른 하나는 각형(Angular) 하프이다.

### 활형 또는 아치형 하프
하프의 기원은 사냥꾼의 활이었다는 설이 있다. 활형 하프는 기원전 3,000년경 서아시아에 등장하여 종교 의식이나 연회에서 연주되었다. 악기의 받침 부분에 있는 공명기와 구부러진 목 사이에 줄이 매여져 있었다. 이 하프의 대부분은 1m가 넘는 길이었으며, 황소 머리를 본뜬 장식이 달려 있었다. 최초의 이집트 하프로 알려진 것은 제4왕조 시대를 기원으로 하고 있다. 이 악기는 큰 규모의 합주뿐 아니라, 노래 반주에도 사용되었다. 보통 여성이 연주하는 악기, 즉 손으로 지탱하며 어깨에 기대는 악기부터 남성이 연주하는 대형 악기까지 크기가 다양하였다. 람세스 3세의 무덤 벽화에 그려진 높이 2m가 넘는 하프가 그 예이다. 공명기를 바닥에 놓고 연주하는 이 악기는 사람 머리 모양이 조각되어 있다. 오늘날 아치형 하프는 주로 아프리카와 동아시아에 남아 있다.

### 각형 하프
최초 각형 하프의 흔적은 기원전2,000년경의 앉아 있는 음악가들을 새긴 3개의 작은 대리석 조각에서 찾아볼 수 있다. 일반적으로 여성이 연주했던 이 악기는 이 악기는 한 변이 약 55cm인 이등변 삼각형 모양으로, 현은 연주자의 오른쪽 넓쩍다리에 놓인 공명기에서 60˚로 목에 연결되어 있다. 각형 하프는 기원전 1,500년경에 이집트에서 도입되었으나 정착하기까지는 수세기가 걸렸다. 이 하프는 똑바로 세워 공명기를 몸으로 지탱하고, 목은 연주자의 무릎에 놓고 연주하였다. 이집트의 하프 연주자들은 현의 진동을 손바닥으로 멈추게 하는, 크게 진전된 연주 기술을 발전시켰고, 또 개방 현의 고안뿐 아니라 현을 제어하는 연주법도 고안하였다. 그리스에서 하프는 리라만큼 보급되지 못했는데, 이는 플라톤이 하프를 여성들이 연주하는 몽상적인 악기라고 해서 멀리하게 되었다. 각형 하프는 로마 제국에서 널리 쓰여져 행렬, 제사, 이시스 숭배의 종교 의식 등에서 여성들이 자주 연주하였는데, 이시스는 로마가 이집트에서 받아들인 여신이다.

## 발전 역사

### 서유럽
서유럽에서는 하프가 7세기에 와서야 알려졌다. 8세기 앵글로색슨의 필사본에 틀 하프가 그려져 있으며, 9세기 위트레흐트 시편에도 하프 이야기가 나타나 있다. 또한 시인 와이스가 12세기에 쓴 〈로만 드 브루트〉 시에서도 하프를 언급하고 있다. 각형 하프가 삼각형의 제3변이 열려 있는 것에 반해, 틀 하프는 현이 틀의 안쪽으로 둘러싸이도록 필라(Pillar, 기둥)라고 하는 부품이 장착되어 있다. 초기 유럽 하프에는 대부분 이 기둥이 구부러져 있다.

### 아이리시 하프
가는 목, 기둥, 공명기를 갖춘 아이리시 하프(Irish harp)의 초기 흔적은 9세기 돌십자가 부조에서 보여진다. 이 악기는 기둥이 바깥쪽으로 현저하게 구부러져 있고, 낮은 목이 돌출되어 있어 연주자는 왼쪽 어깨로 지탱하며 연주한다. 높은 음역의 금속현을 연주할 때는 왼손의 긴 손톱을 사용한다. 초기에는 60 cm 정도의 높이에 30현이 장착되었으며, 16세기에 와서는 43현까지 대형화되었다. 초기 하프가 양손으로 연주하였던 것에 비해 새로운 하프는 한쪽 손으로 몸통을 지탱하고 다른 손으로 연주하였다. 아이리시 하프는 실질적으로 18세기 말에 사라졌다.

### 웨일스 하프
텔린(Telyn)이라고 알려진 웨일스 하프(Welsh harp)는 10세기 시집에서 언급되어 있다. 당시 하프는 자유 시민의 소중한 세 가지의 소유물 중 하나로 중시되었다. 친척 관계인 아이리시 하프와는 다르게 웨일스 하프는 31현이나 34현으로 되어 있으며 말총이나 양의 창자로 만들어졌다. 17세기 말 전통적인 웨일스 하프는 모든 조에서, 어느 음이라도 낼 수 있는 반음계 악기인 트리플 하프(Triple harp)로 교체되었는데, 이것은 19세기까지 전형적인 음유 시인의 악기로 명맥이 이어졌다. 온음계 현은 바깥쪽에 2열로 배열되어 있고 같은 음으로 조현되어 양손을 사용하면 반복음을 연주할 수 있었다. 안쪽열의 현은 반음으로 조현되었다. 악기는 어깨로 받쳤으며 보통 왼손은 고음 현을 뜯었고, 오른손은 저음 현을 뜯었다 하지만 양손다 활용 가능하다.

### 현대 하프
반음계 연주가 가능했던 고리 하프는 목에 부착된 U자형 갈고리를 돌려 현의 길이를 짧게 하거나 길게 변화시켜 반음을 올리거나 내렸다. 이 방식의 단점은 모든 것을 손으로 조작하기 때문에 연주자가 각 현의 음높이를 바꿀 때는 한 손밖에 사용할 수 없다는 것이다. 1720년경 도나우뵈르트의 야콥 호흐부루커와 뉘른베르크의 요한 베터는 페달 하프를 발명해서 이러한 문제들을 해결하였다. 최초의 페달 하프는 속이 빈 기둥을 통해 쇠줄을 고리까지 연결시킨 5개의 페달을 갖고 있었다. 페달 중 하나를 밟으면 같은 음의 모든 현이 반음 높은 음을 낼 수 있게 되었다. 각각의 페달은 독립적으로 작동되어서 온음계의 7음에 해당하는 7개의 페달이 있었다. 이것은 오늘날까지 페달의 표준 개수로 사용되고 있다.
기능의 개량(고리를 레버나 포크 모양으로 된)은 18세기 말 프랑스의 쿠지노와 에라트에 의해 이루어졌다. 에라트는 페달을 한 번만 밟으면 반음이 높아지고, 두 번 밟으면 온음이 높아지는 겹페달 하프를 제작했다. 18세기와 19세기에는 하프가 여성이 연주하기에 어울리는 악기라고 인식되어 많은 가정에서 하프를 구입했다. 20세기 유명한 하프 제작자 빅터 살비는 1954년 그의 첫 하프를 만들었으며, 이탈리아의 전통적인 조각 기술과 합판 기술을 습득하기 위해 뉴욕에서 이탈리아 제노바로 이주해 그 곳에서 '오케스트라'라는 하프 제작에 전념했다. 그가 이룬 기술 혁신은 윤활유가 필요 없는 스테인리스 스틸 연결 체제와 나일론 베어링에 있었다. 1970년대 살비의 하프는 164cm의 안젤리카에서 188.5cm의 일렉트라까지 다양한 크기로 만들어졌다.

### 전기 하프
앰프가 달린 하프를 최초로 사용한 사람은 미국 하프 연주자 로이드 린드로스로 1964년 전기 하프를 처음으로 선보였다. 그 후로도 그는 하프의 음을 굽어지게 만드는 와와 페달을 장착하는 등 전기 기타를 개조했다.`

## 하피스트 목록
- 카를로스 살제도
- 피여나
- 최영진
- 정선유
- 하프시스(황리하 & 황세희 자매)

## 연주 곡목
하프 파트가 있는 최초의 교향곡은 엑토르 베를리오즈의 《환상 교향곡》이다. 그 이전에는 헨델과 글루크가 오페라에서 오케스트라에 특수한 효과를 주기 위해 사용하는 정도였다. 모차르트의 《플루트와 하프를 위한 협주곡》은 1778년 부유한 플루트 연주자의 의뢰를 받아 작곡한 예외적인 작품 중 하나였다. 리하르트 바그너의 《라인과 황금》 끝부분에는 신들이 6대의 하프를 포함한 오케스트라에 이끌려 발할라 신전에 등장하였다. 드뷔시와 라벨은 경쟁 관계인 하프 제작자들의 의뢰를 받아 《하프를 위한 실내악곡》을 제작했다. 민속 음악에서와 같이 현대 하프는 때때로 노래 반주에 사용되기도 하였다. 예를 들면, 팔랴와 베버른의 작품과 벤저민 브리튼의 《캐롤의 재전》이 있다.

## 같이 보기
- 하프 연주자
- 칸텔레
- 공후
- 리라 (악기)
- 솔터리